# Vrbas (stad)

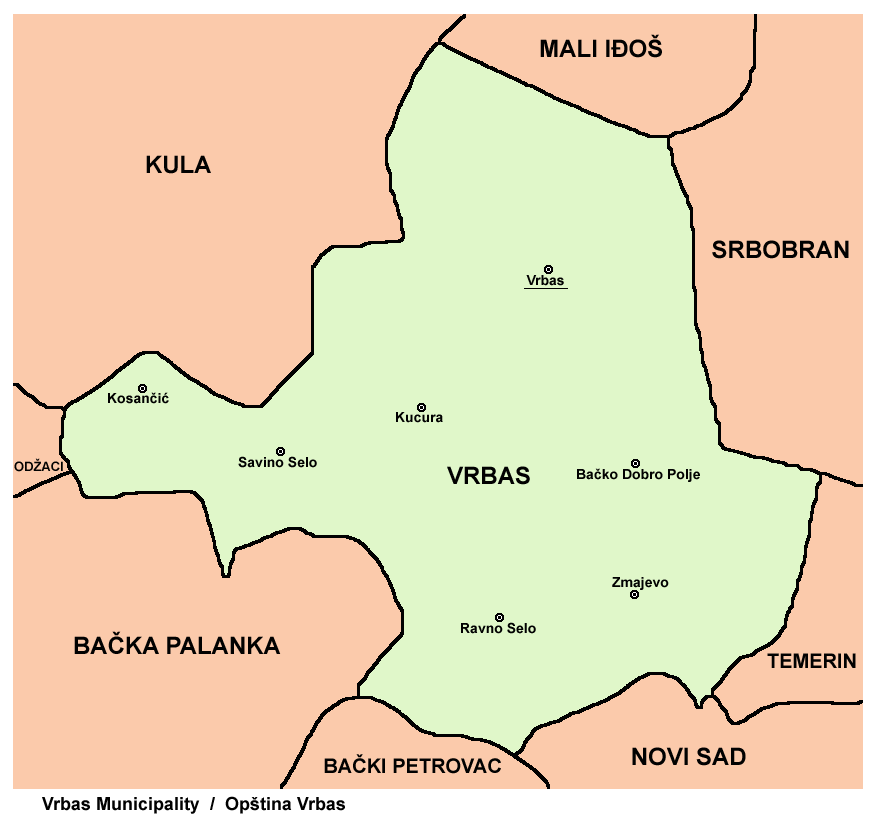

Vrbas (Servisch: Врбас, Hongaars: Verbász) is een stad gelegen in het district Zuid-Bačka in de Servische provincie Vojvodina. De stad telt 25.907 inwoners.
Vrbas is een etnisch zeer gemengde gemeente. De grootste groep vormen de Serviers met 41%, gevolgd door de Montenegrijnen met 30% en de Hongaren met 7% van de bevolking.

## Geboren
- Aleksandar Bjelica (1994), voetballer
- Jovica Elezović (1956), handballer
- Svetozar Šapurić (1960-2024), voetballer en voetbaltrainer
- Jagoš Vuković (1988), voetballer
- Milos Kerkez (2003), Hongaars-Servisch voetballer